# Tanque Verde
Tanque Verde es un lugar designado por el censo ubicado en el condado de Pima en el estado estadounidense de Arizona. En el Censo de 2010 tenía una población de 16 901 habitantes y una densidad poblacional de 197,87 personas por km².

## Geografía
Tanque Verde se encuentra ubicado en las coordenadas 32°16′6″N 110°44′40″O / 32.26833, -110.74444. Según la Oficina del Censo de los Estados Unidos, Tanque Verde tiene una superficie total de 85.41 km², de la cual 85.41 km² corresponden a tierra firme y (0%) 0 km² es agua.

## Demografía
Según el censo de 2010, había 16.901 personas residiendo en Tanque Verde. La densidad de población era de 197,87 hab./km². De los 16.901 habitantes, Tanque Verde estaba compuesto por el 92.22% blancos, el 0.9% eran afroamericanos, el 1% eran amerindios, el 1.63% eran asiáticos, el 0.04% eran isleños del Pacífico, el 1.98% eran de otras razas y el 2.22% pertenecían a dos o más razas. Del total de la población el 9.58% eran hispanos o latinos de cualquier raza.